# Viêm não Saint Louis
Viêm não Saint Louis là một bệnh do virus viêm não Saint Louis gây nên, vật chủ trung gian là muỗi. Virus viêm não Saint Louis có liên quan đến virus viêm não Nhật Bản và là một virus thuộc phân nhóm Flaviviridae. Bệnh này chủ yếu lây lan tại Hoa Kỳ. Các trường hợp mắc bệnh thỉnh thoảng đã được báo cáo từ Canada và Mexico.

## Dấu hiệu và triệu chứng
Phần lớn các bệnh nhiễm trùng dẫn đến bệnh nhẹ, bao gồm sốt và đau đầu. Khi nhiễm trùng nặng hơn bệnh nhân có triệu chứng nhức đầu, sốt cao, cứng cổ, mê màng, mất phương hướng, hôn mê, run, co giật thường xuyên và co cứng tê liệt. Tỷ lệ tử vong dao động từ 3–30%. Người cao tuổi dễ bị nhiễm trùng gây tử vong.

## Lây lan
Muỗi chi Culex bị nhiễm bệnh do đốt phải những con chim bị nhiễm virus viêm não Saint Louis. Muỗi bị nhiễm bệnh sau đó truyền virus viêm não Saint Louis cho người và động vật. Virus viêm não Saint Louis phát triển cả ở muỗi và chim bị nhiễm bệnh, nhưng không làm suy yếu vật chủ. Chỉ những con muỗi bị nhiễm bệnh mới có thể truyền virus viêm não Saint Louis. Người đã bị nhiễm vi-rút không lây truyền bệnh được sang người khác.

## Di truyền học
Năm nghiên cứu di truyền tiến hóa của virus SLE đã được công bố, trong đó bốn nghiên cứu  tập trung vào phát sinh gen, biến dị, tái tổ hợp bằng cách giải trình tự gen của protein vỏ và các phần của gen khác.

## Điều trị
Không có vắc-xin hoặc bất kỳ phương pháp điều trị nào khác chữa bệnh viêm não do vi-rút viêm não Saint Louis gây nên. Tuy nhiên một nghiên cứu cho thấy rằng sử dụng sớm interferon alfa-2b có thể làm giảm mức độ nghiêm trọng của các biến chứng.

## Dịch tễ học

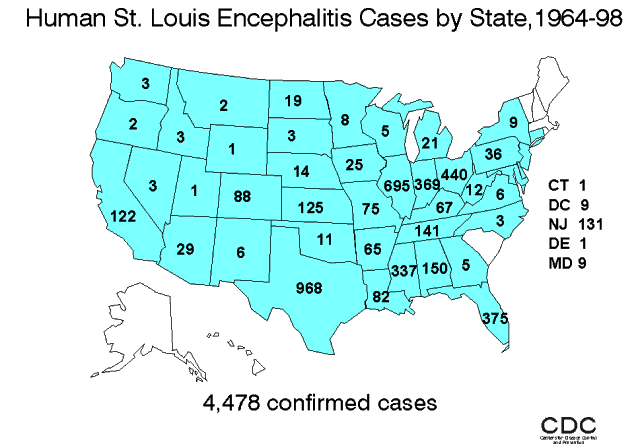
Tỷ lệ mắc bệnh viêm não Saint Louis ở Hoa Kỳ, 1964-1998.

Tại Hoa Kỳ, trung bình có 128 trường hợp viêm não Saint Louis được ghi nhận hàng năm. Ở các vùng ôn đới của Hoa Kỳ, các trường hợp viêm não Saint Louis xảy ra chủ yếu vào cuối mùa hè hoặc đầu mùa thu. Ở miền nam Hoa Kỳ nơi khí hậu ôn hòa hơn, viêm não Saint Louis xảy ra quanh năm.

## Lịch sử
Virus quay trở lại năm 1933 khi trong vòng năm tuần vào mùa thu, một bệnh dịch viêm não bùng phát ở vùng lân cận tiểu bang St. Louis, Missouri và hạt St. Louis lân cận. Loại virus chưa được biết trước đó gây ra dịch bệnh đã được nhóm NIH phân lập đầu tiên ở khỉ và sau đó là chuột bạch.